# Mike Epps
Mike Epps, pseudonimo di Michael Eugene Epps (Indianapolis, 18 novembre 1970), è un attore, comico e cantante statunitense.

## Biografia
Nato nello stato di Indiana, si trasferì inizialmente ad Atlanta dove lavorò al Comedy Act Theater, per poi spostarsi a New York City.
Dal 2006 al 2017 è stato sposato con l'attrice Mechelle McCain.
È tifoso della squadra NBA della sua città natale ovvero gli Indiana Pacers.

## Filmografia parziale

### Attore

#### Cinema
- Due sballati al college (How High), regia di Jesse Dylan (2001)
- The Fighting Temptations, regia di Jonathan Lynn (2003)
- Resident Evil: Apocalypse, regia di Alexander Witt (2004)
- The Honeymooners, regia di John Schultz (2005)
- Roll Bounce, regia di Malcolm D. Lee (2005)
- Something New, regia di Sanaa Hamri (2006)
- Parla con me (Talk to Me), regia di Kasi Lemmons (2007)
- Resident Evil: Extinction, regia di Russell Mulcahy (2007)
- A casa con i miei (Welcome Home Roscoe Jenkins), regia di Malcolm D. Lee (2008)
- Hancock, regia di Peter Berg (2008)
- Soul Men, regia di Malcolm D. Lee (2008)
- Next Day Air, regia di Benny Boom (2009)
- Una notte da leoni (The Hangover), regia di Todd Phillips (2009)
- Faster, regia di George Tillman Jr. (2010)
- Jumping the Broom - Amore e altri guai (Jumping the Broom), regia di Salim Akil (2011)
- Sparkle - La luce del successo (Sparkle), regia di Salim Akil (2012)
- Repentance - Troppo tardi (Repentance), regia di Philippe Caland (2013)
- Una notte da leoni 3 (The Hangover: Part III), regia di Todd Phillips (2013)
- Tempo limite (Term Life), regia di Peter Billingsley (2016)
- Cinquanta sbavature di nero (Fifty Shades of Black), regia di Michael Tiddes (2016)
- Il viaggio delle ragazze (Girls Trip), regia di Malcolm D. Lee (2017)
- Il giustiziere della notte - Death Wish (Death Wish), regia di Eli Roth (2018)
- Love Jacked, regia di Alfons Adetuy (2018)
- Acts of Violence, regia di Brett Donowho (2018)
- The Last Black Man in San Francisco, regia di Joe Talbot (2019)
- Dolemite Is My Name, regia di Craig Brewer (2019)
- Troop Zero, regia di Bert & Bertie (2019)
- You People, regia di Kenya Barris (2023)
- Madame Web, regia di S. J. Clarkson (2024)
- The Underdoggs, regia di Charles Stone III (2024)

#### Televisione
- I Soprano (The Sopranos) - serie TV, episodio 1x02 (1999)
- Shelly Fisher – film TV, regia di Paul Chart (1999)
- Survivor's Remorse – serie TV, 18 episodi (2014-2016)
- Bessie – film TV, regia di Dee Rees (2015)
- Star – serie TV, un episodio (2017)
- The Upshaws - serie TV, 48 episodi (2021-2024)
- Winning Time - L'ascesa della dinastia dei Lakers (Winning Time: The Rise of the Lakers Dynasty) – serie TV, episodio 1x06 (2022)
- Sono vergine (I'm a Virgo) – serie TV, 5 episodi (2023)

### Doppiatore
- Il dottor Dolittle 2 (2001)
- Boog & Elliot 2 (Open Season 2), regia di Matthew O' Callaghan e Todd Wilderman (2008)

## Doppiatori italiani
Nelle versioni in italiano delle opere in cui ha recitato, Mike Epps è stato doppiato da:
- Oreste Baldini in Resident Evil: Apocalypse, Resident Evil: Extinction, Faster
- Fabrizio Vidale in Una notte da leoni, Una notte da leoni 3, The Underdoggs
- Simone Mori in A casa con i miei, Hancock
- Alberto Angrisano in Sparkle - La luce del successo, Survivor's Remorse
- Massimo Bitossi in Mac & Devin Go to High School, You People
- Roberto Gammino in Dolemite Is My Name, Stumptown
- Luigi Ferraro ne I Soprano
- Pietro Ubaldi in Due sballati al college
- Fabio Boccanera in The Honeymooners
- Roberto Certomà in Roll Bounce
- Gaetano Varcasia in Something New
- Massimiliano Virgilii in Jumping the Broom - Amore e altri guai
- Francesco Prando in Bessie
- Fabio Gervasi in Tempo limite
- Gianluca Tusco in Cinquanta sbavature di nero
- Simone D'Andrea in Star
- Valerio Amoruso in Love Jacked
- Stefano Mondini in Acts of Violence
- Lorenzo Scattorin in Troop Zero
- Riccardo Scarafoni in Sono vergine
- Andrea Lavagnino in Madame Web

Da doppiatore è sostituito da:
- Pino Insegno in Boog & Elliot 2